# Список семей итальянской мафии
Ниже приведён список независимых итальянских мафиозных семей по всему миру, которые считаются частью «Коза ностры» (мафии). Список включает не все кланы «Каморры», «Ндрангеты» или «Сакра Корона Унита».

## Италия
В Италии действуют различные мафиозные организации:
- Апулия — «Сакра Корона Унита»
- Базиликата — «Базилиски[англ.]» (итал. Basilischi; не действует)
- Лацио —
  - «Банда-делла-Мальяна» (итал. Banda della Magliana; не действует)
  - «Мафия Капитале[англ.]» (итал. Mafia Capitale)
  - «Касамоника[англ.]» (итал. Casamonica clan)
- Ломбардия — «Банда делла Комасина[англ.]» (итал. Banda della Comasina; не действует)
- Венеция — «Мала-дель-Брента[англ.]» (итал. Mala del Brenta; не действует)
- Эмилия-Романья — «Банда делла Уно бьянка[англ.]» (итал. Banda della Uno bianca; не действует)
- Калабрия — Ндрангета
- Кампания — Каморра
- Сицилия — Коза ностра, Стидда (центрально-южная часть Сицилии)

## США
По данным Комиссии по расследованию штата Нью-Джерси 2004 года, в США насчитывалось 24 активных мафиозных семьи. В 2004 году автор Томас Милхорн сообщил, что мафия действовала в 26 городах США.
Штат Нью-Йорк
- Пять семей — действуют в Нью-Йоркской агломерации, а также в штатах Нью-Джерси, Коннектикут, Массачусетс, Пенсильвания, Флорида, Калифорния и Невада.[1]
  - Бонанно
  - Коломбо
  - Гамбино
  - Дженовезе
  - Луккезе

Западная часть штата Нью-Йорк
- Семья Буффало (семья Маггадино)
- Семья Рочестера[англ.] (не действует)

Нью-Джерси
- Семья Декавальканте

Пенсильвания
- Семья Филадельфии (семья Бруно)
- Семья Буффалино (не действует)
- Семья Питтсбурга (семья ЛаРокка)

Новая Англия
- Семья Патриарка

Иллинойс
- Чикагская организация

Мичиган
- Детройтское товарищество (семья Дзерилли)

Миссури
- Семья из Канзас-Сити (семья Чивелла)
- Семья Сент-Луиса[англ.] (семья Джордано)

Огайо
- Семья Кливленда (семья Поррелло)

Висконсин
- Семья Миллуоки[англ.] (семья Балистриери)

Алабама
- Семья Бирмингема (не действует с 1938 года)[3]

Флорида
Флорида считается открытой территорией со многими семьями, действующими в этом штате.
- Тампа — Семья Траффиканте (район Тампы, возможно, более не существующая)
- Южная Флорида — Чикагская организация, семьи Бонанно,[4] Коломбо, Дженовезе[5]
- Южная Флорида и Район Тампа-Бэй[англ.] — семья Гамбино
- Южная Флорида и Центральная Флорида[англ.] — семья Луккезе[6]
- Майами — семья Декавальканте.

Луизиана
- Семья Нового Орлеана[англ.] (семья Марчелло; почти не существует)

Техас
- Семья Далласа[англ.] (семья Чивелло; не действует)
- Семья Хьюстона[англ.] (не действует)

Калифорния
- Семья Лос-Анджелеса[англ.] (скорее всего, не действует)
- Семья Сан-Франциско[англ.] (семья Ланца; не действует)[7]
- Семья Сан-Хосе[англ.] (семья Черрито; не действует)[8]

Невада
Лас-Вегас считается открытой территорией, позволяющей всем мафиозным семьям работать в городских казино. С 1930-х годов казино в Лас-Вегас владели и управляли пять семей Нью-Йорка, а также семьи Лос-Анджелеса и Среднего Запада.
Колорадо
- Семья Денвера[англ.] (семья Змальдоне)

Вашингтон
- Семья Сиэтла[англ.] (семья Колакурчио)[9]

## Канада
Онтарио
В Южном Онтарио действуют одновременно сицилийская («Коза Ностра») и калабрийская («Ндрангета») мафия. В книге 2018 года «Добрые матери: правдивая история о женщинах, которые победили самую могущественную мафию в мире», Алекс Перри пишет, что калабрийская «Ндрангета» за последнее десятилетие заменила сицилийскую «Коза Ностру» в качестве основного наркоторговца в Северной Америке.
- Муситано[англ.] — «калабрийская» фракция в семье Буффало, базирующаяся в Гамильтоне
- Папалиа[англ.] — «калабрийская» фракция в семье Буффало, базирующаяся в Гамильтоне[12]
- Луппино[англ.] — «калабрийская» фракция в семье Буффало, базирующаяся в Гамильтоне[12]
- Группа Сидерно[англ.] — преступное объединение в Канаде, связанное с «Ндрангетой». В районе Большого Торонто действуют 7 семей. Каждую ндрину возглавляет босс, который представляет её в «Камера ди Контроло[англ.]». Кланы Сидерно являются частью Комиссо ндрина[англ.], преступной организации, базирующейся в Сидерно (Калабрия, Италия).[10]

Квебек
В Южном Онтарио действуют одновременно сицилийская («Коза Ностра») и калабрийская («Ндрангета») мафия. В то время как канадские правоохранительные органы считают семьи Риццуто и Котрони раздельными, ФБР считает, что они являются подразделениями монреальской фракции семьи Бонанно.
- Семья Котрони[англ.] — калабрийская семья
- Клан Кунтрера-Каруана[англ.] — сицилийская семья
- Семья Риццуто[англ.] — сицилийская семья

## Великобритания
- Клан Ла Toppe – клан Каморры, основанный выходцами из неаполитанского Мондрагоне и действующий в Абердине (Шотландия) во главе с Антонио Ла Toppe[англ.].[13]

## Австралия
Новый Южный Уэльс
- Барбаро ндрина — семья «Ндрангеты», базирующаяся в итальянском Плати (Калабрия) и ведущая операции в Гриффит (Австралия).[14]
- Банда Роберта Тримбола — когда-то контролировала рынок наркотиков в Гриффите (не действует).[15]

Виктория
- Карлтонская банда — преимущественно сицилийская группа, действующая в Мельбурне. Название получила по пригороду Мельбурна[англ.], где банда была основана.[16]
- Заслуженное общество — калабрийская семья «Ндрангеты», действовавшая в Мельбурне[17][18]